# Сапорити, Каэтано
Каэтано Сапорити (исп. Cayetano Saporiti; 17 февраля 1887, Монтевидео — 1954, там же) — уругвайский футболист, выступавший на позиции вратаря. Двукратный чемпион Южной Америки в составе сборной Уругвая.

## Биография
На клубном уровне выступал за «Монтевидео Уондерерс», до сих пор является рекордсменом клуба по количеству завоёванных трофеев.
На протяжении 14 лет был бессменным стражем ворот уругвайской сборной, дебютировав 15 августа 1905 и проведя последний матч 29 мая 1919 года. За сборную провёл 53 матча в которых пропустил 70 мячей (официально 50 матчей, в которых пропустил 64 мяча). Участник трёх южноамериканских чемпионатов и множества матчей Кубка Липтона.
В 1917 году был участником известного эпизода, когда в матче чемпионата Южной Америки получил тяжелую травму и покинул поле, в результате чего его место в воротах занял защитник сборной Мануэль Варела.

## Титулы
- Чемпион Уругвая (2): 1906, 1909
- Чемпион Южной Америки (2): 1916, 1917